# Variedade (matemática)

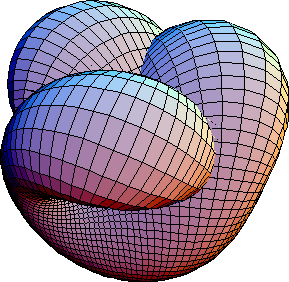
O plano projetivo real é uma variedade bidimensional que não pode ser realizada em três dimensões sem autointerseções, mostrada aqui como a superfície de Boy.

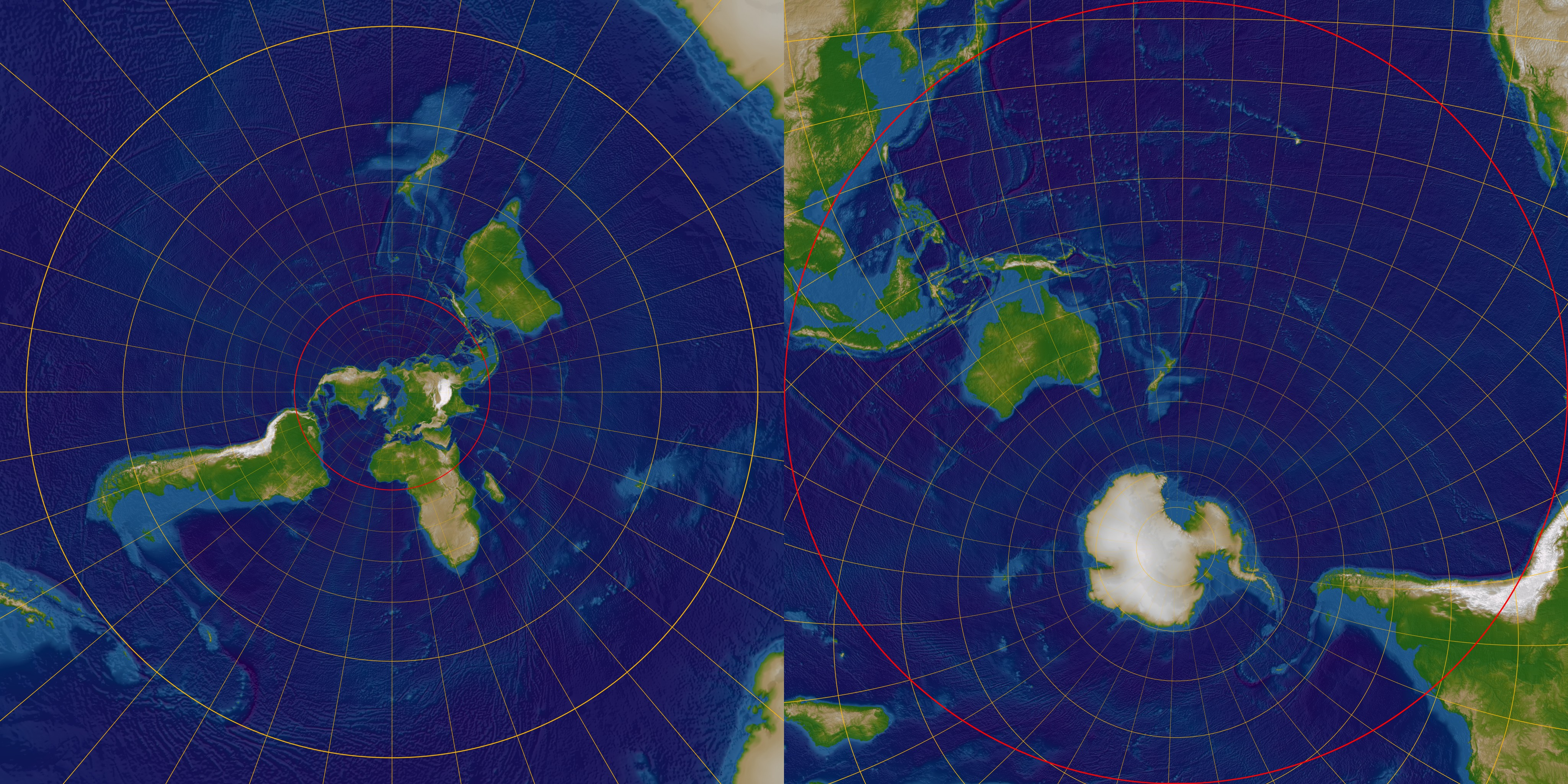
A superfície da Terra requer (pelo menos) duas cartas para incluir todos os pontos. Aqui o globo é decomposto em cartas em torno dos polos norte e sul.

Em matemática, uma variedade é um espaço topológico que se parece localmente com um espaço euclidiano nas vizinhanças de cada ponto. Mais precisamente, cada ponto de uma variedade de dimensão n tem uma vizinhança que é homeomorfa ao espaço euclidiano de dimensão n. Nesta terminologia mais precisa, uma variedade é chamada de n-variedade.
Variedades unidimensionais incluem as retas e circunferências, mas não as lemniscatas (pois elas possuem pontos de cruzamento). As variedades bidimensionais também são chamadas de superfícies. Os exemplos incluem o plano, a esfera e o toro, que podem ser imersos (formados sem autointerseções) no espaço tridimensional, e também a garrafa de Klein e o plano projetivo real, que sempre terão autointerseções quando imersos no espaço tridimensional real.
As variedades são de interesse no estudo da geometria, da topologia, e da análise.
As variedades podem ser equipadas com alguma estrutura adicional. Uma classe importante de variedades é a das variedades diferenciáveis; esta estrutura diferenciável permite que o cálculo seja feito sobre variedades. Uma métrica Riemanniana permite que sejam medidas distâncias e ângulos. As variedades simpléticas servem como espaço de fase no formalismo Hamiltoniano da mecânica clássica, enquanto que a variedade lorentziana de dimensão quatro modela o espaço-tempo na relatividade geral.

## Exemplos motivadores
Uma superfície é uma variedade de dimensão dois, o que significa que localmente, nas vizinhanças de cada ponto, ela se parece com um plano euclidiano. Por exemplo, a superfície de um globo pode ser descrita por uma coleção de mapas (chamados de cartas), que em conjunto formam um atlas do globo. Embora nenhum mapa em particular seja suficiente para cobrir toda a superfície do globo, qualquer lugar do globo estará em pelo menos uma das cartas.
Muitos lugares aparecerão em mais de uma carta. Por exemplo, um mapa da América do Norte provavelmente incluirá partes da América do Sul e o Círculo Polar Ártico. Estas regiões do globo serão descritas completamente em cartas separadas, que por sua vez terão partes da América do Norte. Há uma relação entre cartas adjacentes, chamada de mapa de transição que permite que elas sejam agrupadas para cobrir a totalidade do globo.
A descrição explicita das cartas de coordenadas em superfícies requer o conhecimento de funções de duas variáveis, pois estas funções de transição devem mapear uma região do plano em outra região do plano. No entanto, exemplos unidimensionais de variedades (ou curvas) podem ser descritas apenas com funções de uma única variável.

## Construção geral

Quatro cartas de um círculo.

A ideia geral comum aos vários tipos de variedades consiste na decomposição de um conjunto em vários pedaços do mesmo tipo, de modo que estes pedaços se liguem bem.
Formalmente, considere-se um espaço topológico {\displaystyle X} e um grupo {\displaystyle G} de homeomorfismos de abertos de {\displaystyle X.} Uma variedade modelada no par {\displaystyle (X,G)} é um espaço topológico {\displaystyle M} dotado de um conjunto de homeomorfismos {\displaystyle \phi _{i}:U_{i}\rightarrow V_{i},} onde {\displaystyle U_{i}} e {\displaystyle V_{i}} são abertos de {\displaystyle M} e {\displaystyle X,} respetivamente tais que:
- {\displaystyle \cup _{i}U_{i}=M},
- se {\displaystyle U_{i}\cap U_{j}\neq \emptyset ,} então {\displaystyle \phi _{j}\circ \phi _{i}^{-1}\in G}.

Cada função {\displaystyle \phi _{i}} é chamada uma carta, e a coleção de  as cartas é chamada de atlas.

## Variedades topológicas
Uma variedade topológica é uma variedade modelada no par {\displaystyle (\mathbb {R} ^{n},{\mbox{Homeo}}(\mathbb {R} ^{n})),} onde {\displaystyle {\mbox{Homeo}}(\mathbb {R} ^{n})} é o conjunto dos homeomorfismos de {\displaystyle \mathbb {R} ^{n}.} Por outras palavras, uma variedade topológica é um espaço topológico que localmente é similar a um espaço euclidiano.

## Variedades diferenciáveis
Uma variedade diferenciável é uma generalização de uma variedade topológica que traduz a ideia de diferenciabilidade. É uma variedade modelada no par {\displaystyle (\mathbb {R} ^{n},{\mbox{Difeo}}(\mathbb {R} ^{n})),} onde {\displaystyle {\mbox{Difeo}}(\mathbb {R} ^{n})} é o conjunto dos difeomorfismos de {\displaystyle \mathbb {R} ^{n}.}

## Dimensão
As variedades de dimensão 1 e 2 têm nomes especiais. Assim:
- Uma variedade de dimensão 1 chama-se uma curva;
- Uma variedade de dimensão 2 chama-se uma superfície.

## Exemplos
O exemplo básico de uma variedade é o próprio espaço euclidiano; muitas das suas propriedades recaem sobre as variedades. Além disso, todo o limite plano de um subconjunto do espaço euclidiano, como o círculo ou a esfera, é uma variedade. 